# Atrichopogon avastensis
Atrichopogon avastensis är en tvåvingeart som beskrevs av Remm 1959. Atrichopogon avastensis ingår i släktet Atrichopogon och familjen svidknott. Inga underarter finns listade i Catalogue of Life.